# Quand tu liras cette lettre
Pour plus de détails, voir Fiche technique et Distribution.
Quand tu liras cette lettre est un film franco-italien réalisé par Jean-Pierre Melville, sorti en 1953.

## Synopsis
Les parents de Thérèse et Denise Voise viennent de mourir, et Thérèse annule son entrée imminente au couvent pour s’occuper de sa sœur cadette. Max, jeune garagiste et séducteur impénitent, abuse de Denise qui tente ensuite de mettre fin à ses jours. En réparation, Thérèse demande alors à Max d’épouser Denise. Il fait semblant d’accepter avec le dessein de séduire Thérèse à son tour. Celle-ci, sensible à son charme, discerne néanmoins ses tortueux objectifs et, fidèle à son engagement religieux, va se mettre en devoir de sauver cette âme en perdition. Elle ne pourra pas contrarier le Destin qui frappera mortellement Max alors qu’il tentait de s'enfuir avec une somme d’argent subtilisée à Denise...

## Fiche technique
- Titre : Quand tu liras cette lettre
- Titre italien : Labbra proibite
- Réalisation : Jean-Pierre Melville
- Assistant réalisateur : Pierre Blondy, Yannick Andreï
- Scénario et dialogues : Jacques Deval
- Musique : Bernard Peiffer
- Photographie : Henri Alekan
- Cadreur : Henri Tiquet
- Son : Julien Coutellier
- Montage : Marinette Cadix
- Décors : Raymond Gabutti et Robert Gys
- Pays d’origine :  France,  Italie
- Langue de tournage : français
- Production : Jean-Pierre Melville, Paul Temps
- Sociétés de production : JAD Films-Jayet, Dubois et Cie (France), SGC (Société Générale de Cinématographie, France), Lux (Compagnie Cinématographie de France), Titanus (Italie), Daunia (Italie)
- Distributeur d'origine : Les Films Marceau (France)
- Format : noir et blanc — 35 mm — 1.37:1 — son monophonique
- Genre : drame
- Durée : 104 minutes
- Dates de sortie : 
  - 17 septembre 1953 en Italie
  - 11 novembre 1953 en France
- Affiche : Constantin Belinsky (France)

## Distribution
- Juliette Gréco : Thérèse Voise
- Philippe Lemaire : Max Trivet
- Yvonne Sanson : la voyageuse
- Daniel Cauchy : Biquet
- Robert Dalban : Dick
- Yvonne de Bray : la grand-mère
- Jacques Deval : le juge d’instruction
- Roland Lesaffre : Roland
- Claude Borelli : Lola
- Colette Régis : la mère supérieure
- Fernand Sardou : le garagiste
- Marcel Delaitre : le grand-père
- Irène Galter : Denise Voise

## Autour du film
- Commentaire de Juliette Gréco : « Jean-Pierre Melville offrira à Jujube le rôle féminin principal dans Quand tu liras cette lettre. Philippe Lemaire, l'idole des femmes jeunes et moins jeunes, sera son partenaire. D'abord, Jujube portera l'habit de religieuse pour les besoins du scénario et se réjouira fortement et secrètement de la chose. Le film recevra un bon accueil, sans plus. Mais Jujube a profité de chaque instant passé avec Melville qu'elle adore et admire. Elle épousera à cette occasion le père de sa fille, le blond, ravissant, rieur Philippe Lemaire. Le très bon comédien trop beau[1]. »
- Commentaire de Michel Grisolia et Françoise Mallet-Joris : « Quand tu liras cette lettre, mélodrame réaliste de Jean-Pierre Melville, est destiné à prouver que l'auteur du Silence de la mer et des Enfants terribles adaptés d'après Jean Cocteau peut être un cinéaste commercial, un homme du spectacle[2] . »
- Commentaire de Jean-Pierre Melville : « D'un scénario très beau, de Jacques Deval, j'ai fait un film qui aurait tout aussi bien pu être signé par n'importe lequel des réalisateurs français de cette époque-là. [...] J'aime bien Philippe Lemaire et certains moments de Gréco en religieuse[2]. »